# Bert Anciaux
Bert Jozef Herman Vic Anciaux (ur. 11 września 1959 w Merksem) – belgijski i flamandzki polityk oraz prawnik, minister w rządach regionalnych i na szczeblu federalnym, parlamentarzysta.

## Życiorys
Ukończył w 1984 studia prawnicze na Vrije Universiteit Brussel, po czym przez dziesięć lat praktykował w zawodzie prawnika w Brukseli.
Karierę polityczną zaczynał w ramach Unii Ludowej, autonomistycznej i umiarkowanie nacjonalistycznej partii flamandzkiej, której przewodniczył przez kilka lat jego ojciec Vic Anciaux. Bert Anciaux w 1987 został radnym Brukseli, a w 1991 radnym Brabancji Flamandzkiej. W latach 1992–1998 stał na czele swojego ugrupowania, w okresie 1995–1999 zasiadał w federalnym Senacie. Był założycielem politycznej grupy iD21, współpracującej z Volksunie.
W 1999 uzyskał mandat posła do Parlamentu Europejskiego, którego nie objął w związku z powołaniem na urząd ministra kultury w rządzie Regionu Flamandzkiego, który sprawował do 2002. Rok wcześniej doszło do rozłamu Unii Ludowej, Bert Anciaux przystąpił wówczas do partii SPIRIT, założonej przez Geerta Bourgeois.
W 2003 został ministrem mobilności i gospodarki społecznej w federalnym rządzie Guya Verhofstadta. Po roku wrócił do rządu flamandzkiego na stanowisko ministra kultury, młodzieży i sportu, które zajmował do 2009. W 2008 odszedł z dotychczasowego ugrupowania, przystępując do Partii Socjalistycznej. W 2010 został ponownie wybrany do belgijskiego Senatu, także w 2014 i 2019 powoływano go w skład tej izby.